# Young Airport
Young Airport är en flygplats i Australien. Den ligger i kommunen Young och delstaten New South Wales, i den sydöstra delen av landet, omkring 280 kilometer väster om delstatshuvudstaden Sydney. Young Airport ligger 385 meter över havet.
Runt Young Airport är det mycket glesbefolkat, med 4 invånare per kvadratkilometer.. Närmaste större samhälle är Young, nära Young Airport.
Trakten runt Young Airport består till största delen av jordbruksmark. Genomsnittlig årsnederbörd är 728 millimeter. Den regnigaste månaden är februari, med i genomsnitt 147 mm nederbörd, och den torraste är oktober, med 24 mm nederbörd.